# Distrito electoral de Grant (condado de Lancaster, Nebraska)
Grant (en inglés: Grant Precinct) es un distrito electoral ubicado en el condado de Lancaster en el estado estadounidense de Nebraska. En el Censo de 2010 tenía una población de 1919 habitantes y una densidad poblacional de 42,45 personas por km².

## Geografía
Grant se encuentra ubicado en las coordenadas 40°43′30″N 96°36′49″O / 40.72500, -96.61361. Según la Oficina del Censo de los Estados Unidos, Grant tiene una superficie total de 45.21 km², de la cual 45.2 km² corresponden a tierra firme y (0.02%) 0.01 km² es agua.

## Demografía
Según el censo de 2010, había 1919 personas residiendo en Grant. La densidad de población era de 42,45 hab./km². De los 1919 habitantes, Grant estaba compuesto por el 96.46% blancos, el 0.52% eran afroamericanos, el 0.21% eran amerindios, el 1.56% eran asiáticos, el 0.05% eran isleños del Pacífico, el 0.42% eran de otras razas y el 0.78% pertenecían a dos o más razas. Del total de la población el 1.72% eran hispanos o latinos de cualquier raza.